# Маубрей-Маунтен (Теннессі)
Маубрей-Маунтен (англ. Mowbray Mountain) — переписна місцевість (CDP) в США, в окрузі Гамільтон штату Теннессі. Населення — 1705 осіб (2020).

## Географія
Маубрей-Маунтен розташований за координатами 35°16′31″ пн. ш. 85°13′21″ зх. д. / 35.27528° пн. ш. 85.22250° зх. д. (35.275204, -85.222518).  За даними Бюро перепису населення США в 2010 році переписна місцевість мала площу 52,41 км², уся площа — суходіл.

## Демографія
Згідно з переписом 2010 року, у переписній місцевості мешкало 1615 осіб у 661 домогосподарстві у складі 509 родин. Густота населення становила 31 особа/км².  Було 725 помешкань (14/км²).
Расовий склад населення:
| - 99,4 % — білих - 0,2 % — корінних американців - 0,1 % — азіатів |

До двох чи більше рас належало 0,2 %. Частка іспаномовних становила 0,6 % від усіх жителів.
За віковим діапазоном населення розподілялося таким чином: 18,1 % — особи молодші 18 років, 63,8 % — особи у віці 18—64 років, 18,1 % — особи у віці 65 років та старші. Медіана віку мешканця становила 46,6 року. На 100 осіб жіночої статі у переписній місцевості припадало 103,4 чоловіків;  на 100 жінок у віці від 18 років та старших — 100,3 чоловіків також старших 18 років.
Середній дохід на одне домашнє господарство  становив 67 851 долар США (медіана — 46 833), а середній дохід на одну сім'ю — 63 557 доларів (медіана — 55 163). За межею бідності перебувало 21,9 % осіб, у тому числі 21,0 % дітей у віці до 18 років та 1,3 % осіб у віці 65 років та старших.
Цивільне працевлаштоване населення становило 691 особа. Основні галузі зайнятості: виробництво — 17,4 %, роздрібна торгівля — 16,9 %, транспорт — 12,9 %, освіта, охорона здоров'я та соціальна допомога — 12,2 %.